# Адсорбция
Адсорбция (лат. ad — на, при, в; sorbeo — поглощаю) — самопроизвольный процесс увеличения концентрации растворённого вещества у поверхности раздела двух фаз (твёрдая фаза — жидкость, конденсированная фаза — газ) вследствие нескомпенсированности сил межмолекулярного взаимодействия на разделе фаз. Адсорбция является частным случаем сорбции, процесс, обратный адсорбции — десорбция.

## Основные понятия
Поглощаемое вещество, ещё находящееся в объёме фазы, называют адсорбтив, поглощённое — адсорбат. В более узком смысле под адсорбцией часто понимают поглощение примеси из газа или жидкости твёрдым веществом (в случае газа и жидкости) или жидкостью (в случае газа) — адсорбентом. При этом, как и в общем случае адсорбции, происходит концентрирование примеси на границе раздела адсорбент-жидкость либо адсорбент-газ. Процесс, обратный адсорбции, то есть перенос вещества с поверхности раздела фаз в объём фазы, называется десорбция. Если скорости адсорбции и десорбции равны, то говорят об установлении адсорбционного равновесия. В состоянии равновесия количество адсорбированных молекул остается постоянным сколько угодно долго, если неизменны внешние условия (давление, температура и состав системы).

## Адсорбция и хемосорбция
На поверхности раздела двух фаз помимо адсорбции, обусловленной в основном физическими взаимодействиями (главным образом это Ван-дер-Ваальсовы силы), может идти химическая реакция. Этот процесс называется хемосорбцией. Чёткое разделение на адсорбцию и хемосорбцию не всегда возможно. Одним из основных параметров, по которым различаются эти явления, является тепловой эффект: так, тепловой эффект физической адсорбции обычно близок к теплоте сжижения адсорбата, тепловой эффект хемосорбции значительно выше. Кроме того, в отличие от адсорбции, хемосорбция обычно является необратимой и локализованной, то есть происходит на определённых местах — активных центрах. Примером промежуточных вариантов, сочетающих черты и адсорбции, и хемосорбции, является взаимодействие кислорода на металлах и водорода на никеле: при низких температурах они адсорбируются по законам физической адсорбции, но при повышении температуры начинает протекать хемосорбция.

## Схожие явления
В предыдущем разделе говорилось о случае протекания гетерогенной реакции на поверхности — хемосорбции. Однако бывают случаи гетерогенных реакций по всему объёму, а не только на поверхности: это обычная гетерогенная реакция.
Поглощение по всему объёму может проходить и под воздействием физических сил. Этот случай называется абсорбцией.
| Виды взаимодействий | Взаимодействия только на поверхности | Взаимодействия по всему объёму |
| ------------------- | ------------------------------------ | ------------------------------ |
| Физические          | Адсорбция                            | Абсорбция                      |
| Химические          | Хемосорбция                          | Гетерогенная реакция           |

## Физическая адсорбция
| Модели физической адсорбции                                                              | |
| Образование монослоя                                                                     | Энергетическая диаграмма |
|                                                                                          | |
| Рис. 1: a) адсорбент, b) адсорбат, c) адсорбтив (газовая фаза или раствор)               | Рис. 2: a) адсорбент, b) адсорбат, c) газовая фаза, d - расстояние, E - энергия, Eb - энергия адсорбции, (1) десорбция, (2) адсорбция  |
| Поликонденсация                                                                          | Избирательная адсорбция |
|                                                                                          | |
| Рис. 3: a) адсорбент, b) адсорбат, c) конденсат, d) адсорбтив (газовая фаза или раствор) | Рис. 4: a) адсорбент, b) адсорбат, c) адсорбтивы (газовая фаза или раствор): показана преимущественная адсорбция частиц голубого цвета |

Причиной адсорбции являются неспецифические (то есть не зависящие от природы вещества) Ван-дер-Ваальсовы силы. Адсорбция, осложнённая химическим взаимодействием между адсорбентом и адсорбатом, является особым случаем. Явления такого рода называют хемосорбцией и химической адсорбцией. «Обычную» адсорбцию в случае, когда требуется подчеркнуть природу сил взаимодействия, называют физической адсорбцией.
Физическая адсорбция является обратимым процессом, условие равновесия определяется равными скоростями адсорбции молекул адсорбтива P на вакантных местах поверхности адсорбента S* и десорбции — освобождения адсорбата из связанного состояния S − P:
{\displaystyle S^{*}+P\leftrightarrow S-P};
уравнение равновесия в таком случае:
{\displaystyle K={\frac {[S-P]}{[S^{*}][P]}}},
где K — константа равновесия, [S − P] и [S*] — доли поверхности адсорбента, занятые и незанятые адсорбатом, а [P] — концентрация адсорбтива.
Количественно процесс физической мономолекулярной адсорбции в случае, когда межмолекулярным взаимодействием адсорбата можно пренебречь, описывается уравнением Ленгмюра:
{\displaystyle \theta ={\frac {\alpha \cdot P}{1+\alpha \cdot P}}},
где {\displaystyle \theta } — доля площади поверхности адсорбента, занятая адсорбатом, {\displaystyle \alpha } — адсорбционный коэффициент Ленгмюра, а P — концентрация адсорбтива.
Поскольку {\displaystyle [S-P]=\theta } и, соответственно, {\displaystyle [S^{*}]=1-\theta }, уравнение адсорбционного равновесия может быть записано следующим образом:
{\displaystyle K={\frac {\theta }{(1-\theta )P}}}
Уравнение Ленгмюра является одной из форм уравнения изотермы адсорбции. Под уравнением изотермы адсорбции (чаще применяют сокращённый термин — изотерма адсорбции) понимают зависимость равновесной величины адсорбции от концентрации адсорбтива a=f(С) при постоянной температуре (T=const). Концентрация адсорбтива для случая адсорбции из жидкости выражается, как правило, в мольных либо массовых долях. Часто, особенно в случае адсорбции из растворов, пользуются относительной величиной: С/Сs, где С — концентрация, Сs — предельная концентрация (концентрация насыщения) адсорбтива при данной температуре. В случае адсорбции из газовой фазы концентрация может быть выражена в единицах абсолютного давления, либо, что особенно типично для адсорбции паров, в относительных единицах: P/Ps, где P — давление пара, Ps — давление насыщенных паров этого вещества. Саму величину адсорбции можно выразить также в единицах концентрации (отношение числа молекул адсорбата к общему числу молекул на границе раздела фаз). Для адсорбции на твёрдых адсорбентах, особенно при рассмотрении практических задач, используют отношение массы или количества поглощённого вещества к массе адсорбента, например мг/г или ммоль/г.

## Значение адсорбции
Адсорбция — всеобщее и повсеместное явление, имеющее место всегда и везде, где есть поверхность раздела между фазами. Наибольшее практическое значение имеет адсорбция поверхностно-активных веществ и адсорбция примесей из газа либо жидкости специальными высокоэффективными адсорбентами. В качестве адсорбентов могут выступать разнообразные материалы с высокой удельной поверхностью: пористый углерод (наиболее распространённая форма — активированный уголь), силикагели, цеолиты, а также некоторые другие группы природных минералов и синтетических веществ. Адсорбционные свойства грунтов является важной характеристикой для инженерной геологии.
Адсорбция (особенно хемосорбция) имеет также важное значение в гетерогенном катализе. Пример адсорбционных установок приведён на странице азотные установки.
Установка для проведения адсорбции называется адсорбер.